# Palmtaube

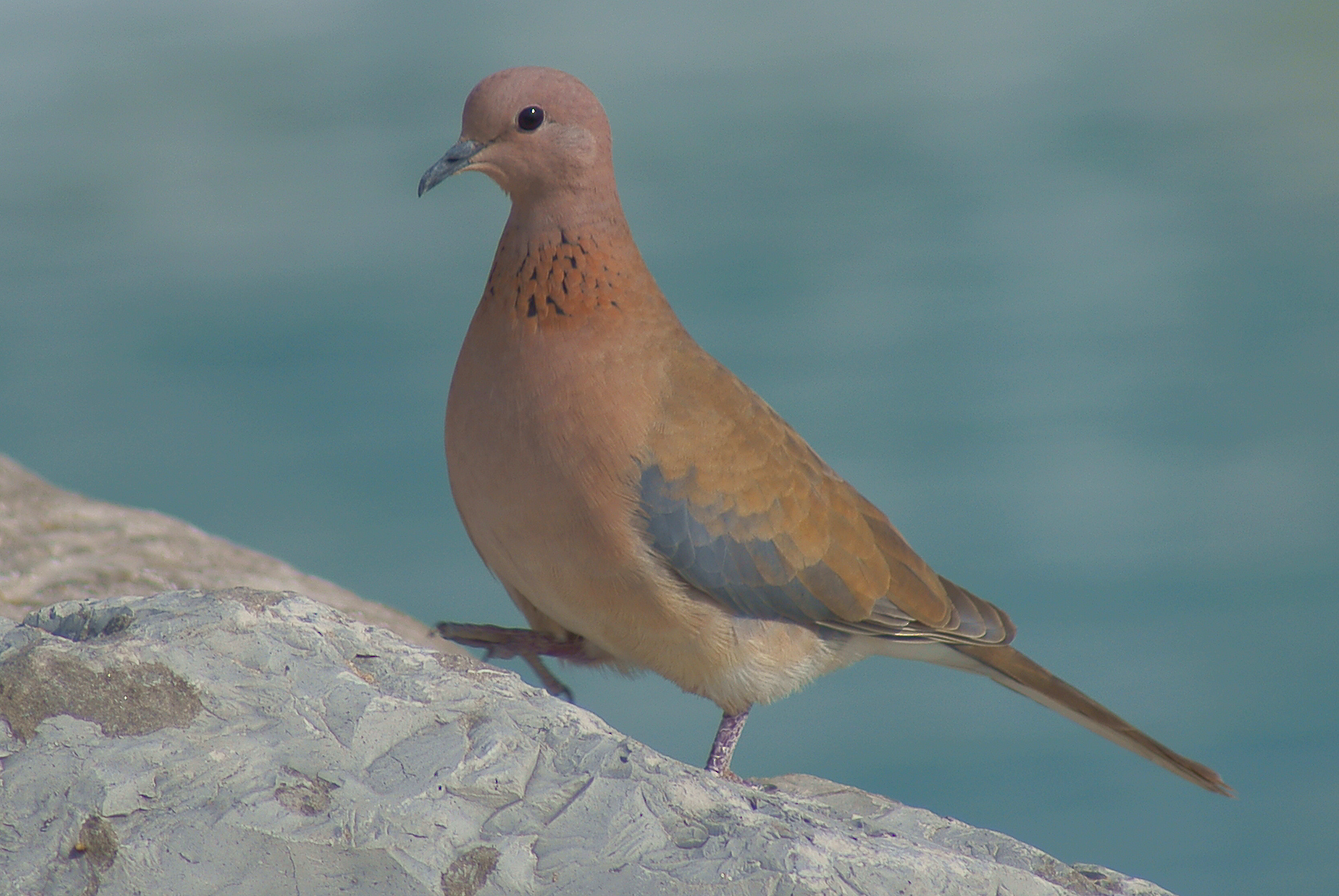
Palmtaube in Abu Dhabi

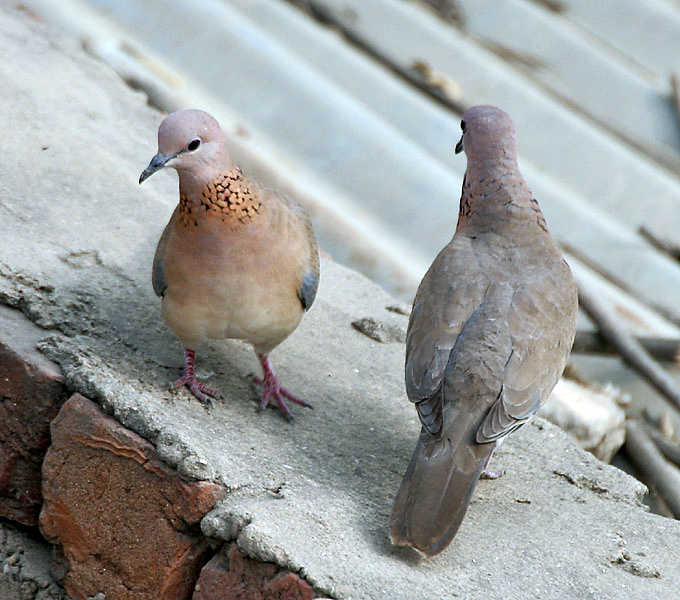
Palmtauben aus Haryana, Indien

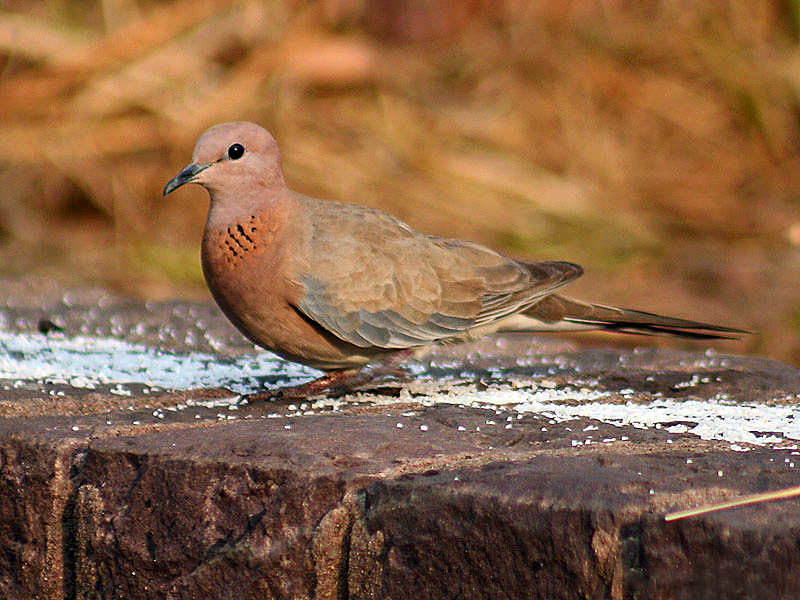
Palmtaube

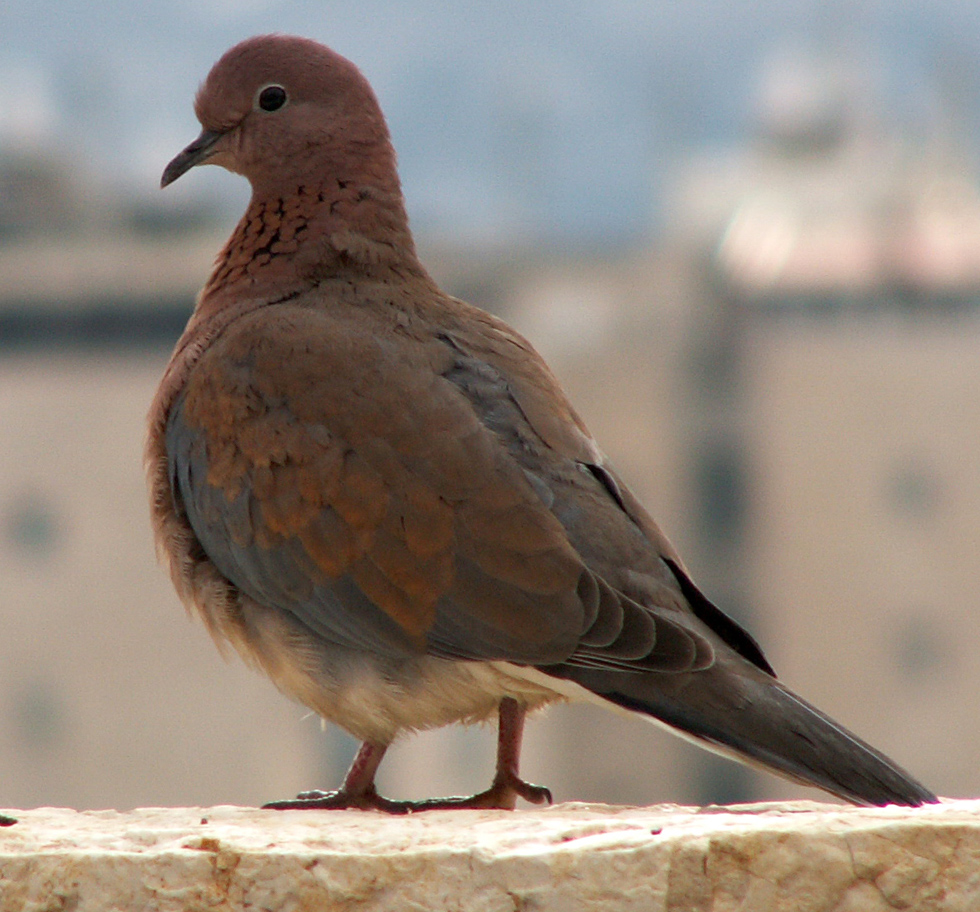

Die Palmtaube (Spilopelia senegalensis, Syn.: Streptopelia senegalensis), manchmal auch Senegaltaube genannt, ist eine relativ kleine, in Afrika, dem Nahen Osten und Südasien lebende Taubenart.

## Äußere Merkmale
Die Palmtaube erreicht eine Körperlänge von 26 bis 28 Zentimetern und wiegt zwischen 100 und 120 Gramm. Sie ist damit etwas kleiner als die Lachtaube. Verglichen mit dieser hat sie kürzere Flügel und einen längeren Schwanz. Es besteht kein auffälliger Geschlechtsdimorphismus. Die Weibchen sind lediglich auf Rücken und Mantel etwas matter als die Männchen gefärbt.
Rücken, Flügel und Schwanz sind rotbraun mit blaugrau in den Flügeln. Kopf und untere Körperteile sind rötlich, der Hals ist dunkel getupft. Die Oberschwanzdecken sind braun und grau überlaufen. Der Bauch ist heller als das Körperobergefieder. Die Schwanzfedern sind graubraun, wobei die äußeren Schwanzfedern an der Basis dunkel grauschwarz sind. Die Enden der Schwanzfedern sind weiß. Der Schnabel ist schwarz und im Verhältnis zum Kopf lang und schmal. Die Iris ist dunkelbraun. Die Füße sind rötlich. Jungtiere sind insgesamt mehr rötlich gefärbt.

## Verbreitung und Lebensraum
Die Palmtaube ist fast auf dem gesamten afrikanischen Kontinent verbreitet. Über den Nahen Osten reicht ihr Verbreitungsgebiet bis nach Indien und Thailand, sowie Zentralasien bis Nordwestchina. In Europa haben sich in den letzten Jahren zwei Vorkommen, in Andalusien (Provinz Sevilla) und auf Ibiza, fest etabliert. Außerdem wurde 2021 eine Brut auf Lesbos (Griechenland) nachgewiesen. Darüber hinaus wurde sie mittlerweile in einer Reihe von Ländern eingebürgert. So gehen Vorkommen in Westaustralien und wahrscheinlich in der Türkei auf Einbürgerung zurück. In Deutschland wurden gelegentlich einzelne Exemplare, meist wohl Gefangenschaftsflüchtlinge, beobachtet. Als kälteempfindliche Art dürften sich Palmtauben jedoch nicht auf Dauer in gemäßigten europäischen Klimazonen etablieren.
In ihrem natürlichen Verbreitungsgebiet ist die Palmtaube eine häufige Taubenart, die regelmäßig auch in Städten und Dörfern zu sehen ist. Sie gilt als in ihrem Bestand nicht gefährdet und zählt zu den Taubenarten, die ihr Verbreitungsgebiet ausdehnen.
Die Palmtaube ist überwiegend ein Vogel arider Dornstrauchsavannen. Daneben findet man sie aber in einer Vielzahl unterschiedlicher Lebensräume, darunter solchen, die stark vom Menschen gestaltet wurden. Palmtauben sind regelmäßig in Oasen zu sehen, sie halten sich in Gärten und Parkanlagen sowie in Dörfern auf und kommen auf landwirtschaftlichen Flächen vor. Sie ist auch in Städten wie etwa Damaskus oder Istanbul zu finden und wird oft recht zahm. Auch Palmhaine werden von ihnen regelmäßig genutzt.

## Unterarten
Es sind zwei Unterarten anerkannt.
- Spilopelia senegalensis phoenicophila (Hartert, E 1916)[5] kommt von Marokko bis in den Nordwesten von Libyen vor.
- Spilopelia senegalensis aegyptiaca (Latham, 1790)[6] ist im Nil-Tal in Ägypten verbreitet.
- Spilopelia senegalensis senegalensis (Linnaeus, 1766)[7] kommt im westlichen Arabien, auf Sokotra und in Afrika südlich der Sahara vor.
- Spilopelia senegalensis cambayensis (Gmelin, JF, 1789)[8] ist vom östlichen Arabien und dem östlichen Iran bis Indien und Bangladesch verbreitet.
- Spilopelia senegalensis ermanni (Bonaparte, 1856)[9] kommt in Kasachstan, dem nördlichen Afghanistan und westlichen China vor.

Spilopelia senegalensis sokotrae (Grant, CHB, 1914) wird heute als Synonym zur Nominatform betrachtet.

## Verhalten

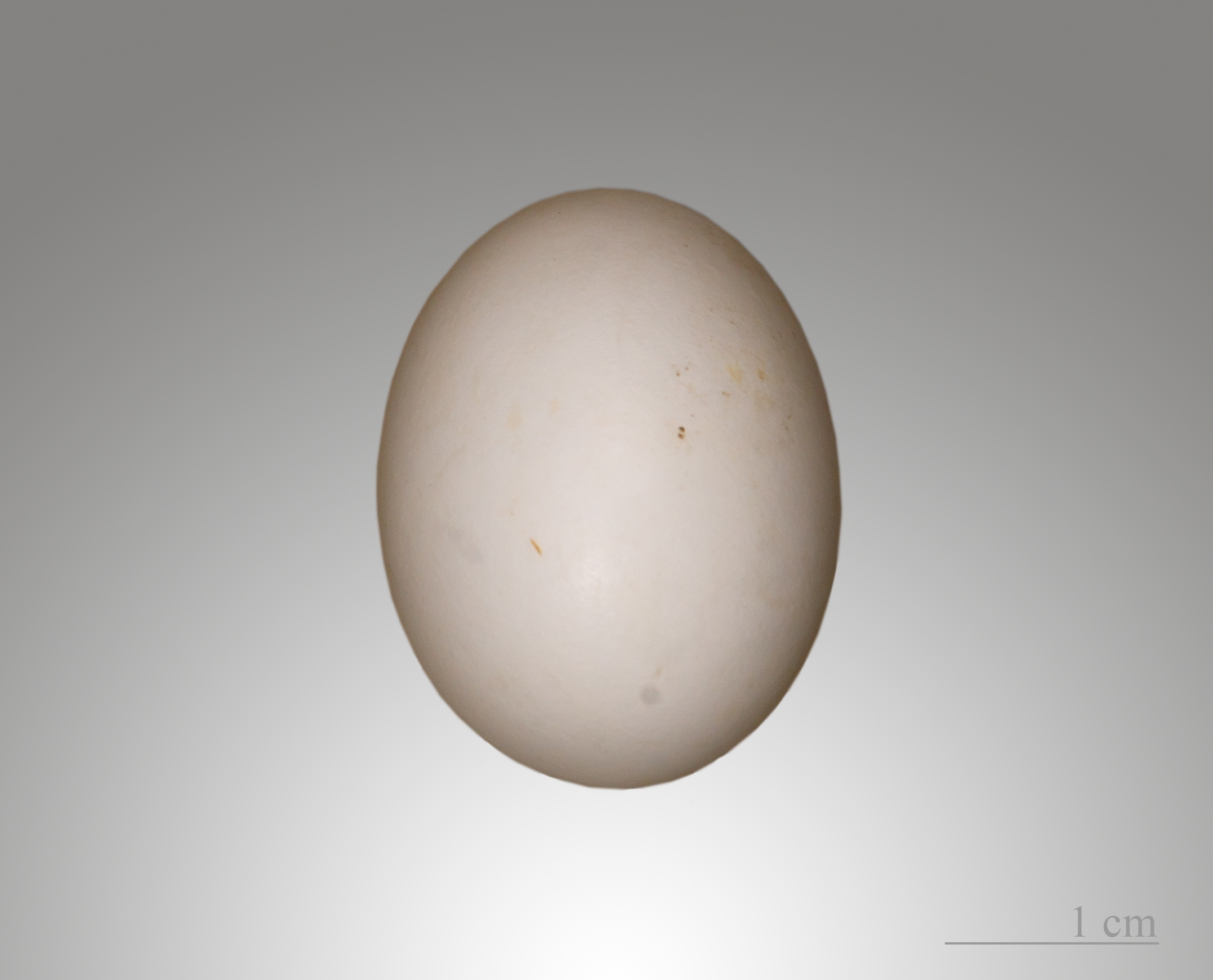
Streptopelia senegalensis: Ei

Die Palmtaube ist überwiegend ein Standvogel. Im afrikanischen Verbreitungsgebiet scheint es Populationen zu geben, die in Abhängigkeit von der Regenzeit Wanderungen vornehmen. So ziehen im Süden Afrikas die Palmtauben in den Monaten März bis April nach Westen und kehren im Zeitraum August bis September wieder an die Ostküste zurück. Die Palmtaube frisst Körner und Samen, andere pflanzliche Nahrung und kleine Insekten. Sie fressen besonders gerne Hirse, Weizen und Mais. Sie sind oft am Boden zu finden, wo sie in Gras- oder Kulturland nach Nahrung suchen.
Die Palmtaube baut für gewöhnlich ihr Nest in einem Baum oder einem Strauch und legt zwei weiße Eier. Das Nest ist primitiv und besteht häufig nur aus einigen wenigen Zweigen. Palmtauben nutzen aber auch Gebäudevorsprünge als Grundlage für ihre Nester. Die Brutdauer beträgt 12 bis 14 Tage. Die Nestlingszeit beträgt 12 Tage. Palmtauben fliegen für die Wasseraufnahme täglich bis zu 70 km.

## Haltung in menschlicher Obhut
Palmtauben werden schon sehr lange als Ziervögel gehalten. Der Londoner Zoo zeigte Palmtauben bereits im Jahre 1861. Die Erstzucht in Europa ist nicht belegt. Da Palmtauben aber eine ausgesprochen leicht zu züchtende Taubenart sind, ist davon auszugehen, dass die erste Zucht kurz nach dem Erstimport erfolgte. In Gefangenschaft gehaltene und optimal ernährte Palmtauben haben gelegentlich bis zu sechs Jahresbruten. Bei in menschlicher Obhut gehaltenen Vögeln traten bereits mehrfach Farbmutationen auf. So wurden 1962 in der DDR beispielsweise Albinos gezüchtet. Diese erwiesen sich jedoch als sehr krankheitsanfällig. Bei südafrikanischen Haltern wurden auch schon weiße und gescheckte Senegaltauben gezogen.

## Belege